# Mycalesis undulata
Mycalesis undulata är en fjärilsart som beskrevs av Pieter Cornelius Tobias Snellen 1890. Mycalesis undulata ingår i släktet Mycalesis och familjen praktfjärilar. Inga underarter finns listade i Catalogue of Life.